# Svenska hjältar (film)
Svenska hjältar är en svensk dramafilm från 1997 regisserad av Daniel Bergman, efter Reidar Jönssons manus. I rollerna ses bland andra Kent-Arne Dahlgren, Stefan Sundström och Emma Warg.

## Handling
Sjömannen Sixten (Stefan Sundström) och alkoholisten Leon (Kent-Arne Dahlgren) är ombord på en båt. Arbetspendlaren Viking (Janne Carlsson) liksom Leons dotter Lisa (Cajsalisa Ejemyr) och hennes pojkvän Jonny (Nicke Olund) är ombord på ett tåg från båten. Även redaktören Margareta (Lena Endre) åker tåg. 
Hennes make Allan (Hans Klinga) träffar en ekonom, (Björn Granath),som hjälper det polska paret Helena (Renata Dancewicz) och Isidor (Antti Reini) som har problem med sin bil. Ekonomen utnyttjar dock dem som hjälp på sin gård, han blir närgången mot Helena och de ger sig av.
Sixten beger sig hem till sina föräldrar, Egon (Keve Hjelm) och Eva (Gunnel Lindblom) och han försonas med sin far. Sixten träffar även ungdomsförälskelsen Maggan (Anette Lindbäck) som numera är gift med Rune (Dan Kandell). Viking, Carita (Anki Lidén), Lisa, Jonny och Leon befinner sig på ett nöjesfält. Leon vågar inte ta kontakt med sin dotter, som han inte träffat på 10 år. Jonny åker till sina föräldrar, Lennart (Jalle Lindblad) och Helga (Sara Arnia) i Kiruna.
Viking ligger med Carita, och firar senare jul med henne, trots att hans fru Katrin (Gunilla Norling) väntar hans sjunde barn. Margaretas dotter Lena (Hanne Lundmark) hittas efter att ha rymt. 
Jonny åker moped från Kiruna och träffar Viking på ett kafé längs vägen. Viking kör in i en bensinstation som exploderar. Leon köper en undulat till sin dotter, men den dör och han begraver den till sjöss och begår självmord.

## Rollista
- Kent-Arne Dahlgren – Leon
- Stefan Sundström – Sixten
- Emma Warg – Verona, kvinnan
- Nicke Olund – Jonny
- Cajsalisa Ejemyr – Lisa, Leons dotter
- Janne Carlsson – Viking Larsson
- Anki Lidén – Carita Svensson
- Hans Klinga – Allan
- Lena Endre	– Margareta, Allans hustru
- Hanne Lundmark – Lena, Allans och Margaretas dotter
- Björn Granath – Ekonom
- Renata Dancewicz – Helena
- Antti Reini – Isidor
- Keve Hjelm – Egon, Sixtens far, fiskare
- Gunnel Lindblom – Eva, Sixtens mor
- Halvar Björk – Marklund, fotografen
- Dan Kandell – Rune
- Anette Lindbäck – Maggan, Runes fru
- Lakke Magnusson – Micke
- Jalle Lindblad – Lennart, Jonnys pappa
- Sara Arnia	– Helga, Jonnys mamma
- Tomas Laustiola –	Jönsson, polis i Kiruna
- Gunilla Norling –	Katrin, Vikings hustru
- Anna Rosdahl –	Reggi, Vikings dotter

## Om filmen
Filmen spelades in med början i mars 1996 i Brösarp och Kiruna. Den producerades av Waldemar Bergendahl och Kerstin Bonnier för AB Svensk Filmindustri, Per Holst Filmproduktion ApS och TV4 AB. Den filmades av Esa Vuorinen och klipptes sedan samman av Darek Hodor. Musiken komponerades av Niclas Frisk.
Premiären ägde rum den 12 september 1997 på ett flertal orter i Sverige. Filmen gavs ut på video i april 1998 och har visats av TV4 vid två tillfällen 2001.
Filmen nominerades till en Guldbagge för bästa foto (Esa Vuorinen) och bästa kvinnliga biroll (Lena Endre).

## Musik
- "Waiting on a Friend", text och musik: Niclas Frisk, framförd av Atomic Swing
- "Bought and Sold", text och musik: Niclas Frisk, framförd av Atomic Swing
- "Morena Buena", musik: Gordon Cyrus och Gustavo Rojas, framförd av Latin Groove Industries
- "Då klockan slår tolv", text och musik: Alexander Nillenius och Janne Herrman, framförd av Chinox
- "Jag är kär, jag är lycklig", text och musik: Cecilia Hultberg och Lars-Eric Ohlsson, framförd av Chinox
- "Life Circus Lake", musik: Chris Walden och Isabel Trimborn
- "Vinden drar", sångare: Lena Endre
- "Ja, må han leva!, sångare: Sara Arnia
- "Den blomstertid nu kommer, text: Israel Kolmodin, Johan Olof Wallin och Britt G. Hallqvist, sångare: Kent-Arne Dahlgren